# Robert Poughéon
Eugène Robert Poughéon, né le 18 juillet 1886 à Paris 12e et mort le 8 mars 1955 à Neuilly-sur-Seine, est un peintre, illustrateur et conservateur de musée français.

## Biographie
Fils de Louis Pougheon (1851-1935) et d'Eugénie Tourot (1860-1933), Robert Pougheon entre à l'École des arts décoratifs en 1902, puis l'École des beaux-arts de Paris en 1907 (présenté par Fernand Cormon), et suit les cours de Jean-Paul Laurens, d'Albert Besnard et de Paul Baudoüin. Par la suite, il rejoint l'École nationale supérieure des arts décoratifs, reçoit l'enseignement de Charles Lameire (1832-1910) et se lie d'amitié avec Jean Dupas. Il expose au Salon des artistes français dès 1911. 
Il remporte le prix de Rome en peinture en 1914, mais est mobilisé durant la Première Guerre mondiale. C'est pendant son séjour à la villa Médicis, de 1919 à 1923, que son art adopte un style géométrique que, plus tard, l'on rapprocha de celui de Tamara de Lempicka. Il évolue ensuite vers des sujets surréalistes comme en témoigne sa série des Amazones. Toutefois, ses paysages et ses motifs sont à considérer sous la double influence de Pierre Puvis de Chavannes et de l'Art déco, dont il reste un représentant actif et aujourd'hui reconnu.
Dès son retour de Rome, il expose au Salon des artistes français et participe à plusieurs grands chantiers décoratifs : il participe aux décors de l'église du Saint-Esprit (1932-1934), peint une composition monumentale pour la mairie-annexe du 14e arrondissement de Paris, et fournit des décors pour l'Exposition universelle de 1937. Membre de l'Association la fresque fondée en 1928 par plusieurs artistes fresquistes, il y enseigne la technique de la fresque et dirige certains élèves sur les chantiers subventionnés par la Ville de Paris pendant les années 1930. 
Vers 1940, il peint La Dame à la rose (Boulogne-Billancourt, musée des Années Trente), qui sera présenté au Salon des artistes français de 1944. L'œuvre a pour modèle Yvonne Cullot, habillée d'une robe dessinée par la couturière Maggy Rouff, et assise devant la propriété du Clos-Fleuri, à Saint-Thierry. 
Il est professeur à l'École des beaux-arts de Paris ainsi qu'à l'Académie Julian à Paris, et devient directeur de l'Académie de France à Rome en 1942, puis conservateur du musée Jacquemart-André à Paris après la Libération.

## Œuvres

### Peintures
| Tableau | Titre | Date       | Dimensions | Notes | Lieu de conservation                             |
| ------- | --- | ---------- | ---------- | ----- | ------------------------------------------------ |
|         | Vis vitae ou Le Fossoyeur                                                                                   | vers 1911  |            |       | Meaux, musée Bossuet                             |
|         | Décoration d'un hall dans une école d'agriculture                                                           | 1912       |            |       | Paris, École nationale supérieure des beaux-arts |
|         | La Passion de la Vierge                                                                                     | 1914       |            |       | Paris, École nationale supérieure des beaux-arts |
|         | Étude d'homme agenouillé                                                                                    | vers 1914  |            |       | Nevers, musée de la Faïence et des Beaux-Arts    |
|         | La Géante                                                                                                   | 1921       |            |       | Brest, musée des Beaux-Arts                      |
|         | Apollon (copie)                                                                                             | 1922       |            |       | Paris, École nationale supérieure des beaux-arts |
|         | Amazones [au ruban bleu]                                                                                    | 1926       |            |       | Localisation inconnue                            |
|         | En robes de soie dans la forêt                                                                              | 1927       |            |       | Localisation inconnue                            |
|         | Fantaisie italienne                                                                                         | vers 1928  |            |       | Saint-Quentin, musée Antoine-Lécuyer             |
|         | Peupliers argentés                                                                                          | avant 1929 |            |       | Paris, musée national d'Art moderne              |
|         | Fantaisie : les jeunes filles à la gazelle                                                                  | 1929       |            |       | Collection particulière[réf. nécessaire]         |
|         | Le Serpent                                                                                                  | 1930       |            |       | Roubaix, La Piscine                              |
|         | Les Captives                                                                                                | 1932       |            |       | Le Havre, musée d'art moderne André-Malraux      |
|         | Saint Charles Borromée et saint François de Sales                                                           | 1932-1934  |            |       | Paris, église du Saint-Esprit                    |
|         | Sainte Thérèse d'Avila et saint Jean de la Croix                                                            | 1932-1934  |            |       | Paris, église du Saint-Esprit                    |
|         | L’Évangélisation du Nouveau Monde, les Indes, saint François-Xavier et les Conquistadors                    | 1932-1934  |            |       | Paris, église du Saint-Esprit                    |
|         | Le Calendrier grégorien, saint Vincent de Paul, Ad Maiorem, Dei Gloriam, saint Ignace de Loyola, Palestrina | 1932-1934  |            |       | Paris, église du Saint-Esprit                    |
|         | Amazones [marines]                                                                                          | vers 1934  |            |       | Saint-Quentin, musée Antoine-Lécuyer             |
|         | Les Arts et les Sciences du XIVe arrondissement                                                             | 1935       |            |       | Paris, mairie-annexe du 16e arrondissement       |
|         | Projet ; Au milieu des quatre éléments, l'effort humain suscité par la pensée s'élève jusqu'à l'invention   | 1936-1937  |            |       | Collection particulière[réf. nécessaire]         |
|         | Étude pour un projet décoratif (plafond ?)                                                                  | vers 1937  |            |       | Beauvais, MUDO - Musée de l'Oise                 |
|         | Les Dioscures                                                                                               | 1939       |            |       | Localisation inconnue                            |
|         | Maquette pour La mort des amants                                                                            | 1942       |            |       | Le Havre, musée d'art moderne André-Malraux      |
|         | Portrait de Madame Culot dans une robe de Maggy Rouff                                                       | vers 1944  |            |       | Boulogne-Billancourt, musée des Années Trente    |
|         | Portrait de la marquise de Noailles                                                                         | 1946       |            |       | Collection particulière[réf. nécessaire]         |
|         | La Chasse à courre à Fontainebleau                                                                          | 1949       |            |       | Localisation inconnue                            |
|         | Bouleau au bord d'un chemin                                                                                 |            |            |       | Beauvais, MUDO - Musée de l'Oise                 |

### Illustration
- Johann Wolfgang von Goethe, Faust, collection « Les Grandes Œuvres », Henri Laurens éditeur, 1927[9],[10].

### Dessin de billet de banque
- 50 francs Le Verrier.
- 100 francs Jeune Paysan.
- 500 francs Chateaubriand.
- 10 francs Djibouti Banque de l'Indochine, 1946.
- 1 000 francs Djibouti Trésor public, 1974[11],[12].

## Élèves
- Jacques Houplain (1920-2020), aux Beaux-Arts de Paris, de 1940 à 1942.

## Expositions
- Du 14 octobre 2017 au 7 janvier 2018, Robert Pougheon, Roubaix, La Piscine.